# تيمور داغستاني
تيمور غازي داغستاني (4 يناير 1948- ) دبلوماسي أردني ولد في بغداد. شغل منصب سفير الأردن في المملكة المتحدة خلفًا لفؤاد أيوب.

## حياته
هو ابن اللواء غازي الداغستاني، وقائد في وسام الملكي الفيكتوري، وكان ياوراً سابقاً ( كلمة تركية بمعنى المرافق الشخصي) للملك فيصل الثاني وهو حفيد المشير محمد فاضل. تلقى تعليمه في مدرسة بيثاني، جودهيرست، كنت وفي كلية ستف ( كلية أركان ) ،كامبرلي وفي أكاديمية ساندهيرست العسكرية الملكية.

## حياته المهنية
- ملازم ثانٍ في الجيش العربي الأردني.
- مدير تدريب القوات المدرعة.
- ملحق عسكري مساعد ( ملحق دبلوماسي )، واشنطن العاصمة (1980-1983) [متقاعد عام 1986].
- مساعد مدير مكتب الإعلام، واشنطن العاصمة (1986-1993).
- سفير في إسبانيا (1994-1999).
- سفير في محكمة سانت جيمس (منذ عام 1999).
- رتبته العسكرية عقيد.

## حياته الشخصية
تزوج تيمور داغستاني من الأميرة بسمة بنت طلال في 2 أبريل 1970 في عمان ولكنهما انفصلا لاحقًا، ولهما طفلين:
- فرح داغستاني (ولدت في 25 مارس 1972)، تزوجت في 23 سبتمبر 2004 من سعود عبد العزيز سليمان. [2]
- غازي الداغستاني (ولد في 21 يوليو 1974)، تزوج في 19 يونيو 2006 من سامانتا صيفي. [3]